# Santiago de Compostela (Gerichtsbezirk)
Der Gerichtsbezirk Santiago de Compostela ist einer der 14 Gerichtsbezirke in der Provinz A Coruña.
Der Bezirk umfasst 5 Gemeinden auf einer Fläche von 505,31 km² mit dem Hauptquartier in Santiago de Compostela.

## Gemeinden
| Gemeinde                              | Einwohner (2024) | Fläche km² | Dichte Einw./km² | Cod INE | Postleitzahl                             |
| ------------------------------------- | ---------------- | ---------- | ---------------- | ------- | ---------------------------------------- |
| Ames                                  | 32.812           | 80,04      | 410              | 15002   | 15220, 15228, 15229, 15864, 15870, 15895 |
| Boqueixón                             | 4.200            | 73,18      | 57               | 15012   | 15881                                    |
| Santiago de Compostela                | 99.536           | 220,01     | 452              | 15078   | 15700                                    |
| Teo                                   | 19.045           | 79,30      | 240              | 15082   | 15883                                    |
| Vedra                                 | 4.942            | 52,78      | 94               | 15089   | 15885                                    |
| Gerichtsbezirk Santiago de Compostela | 160.535          | 505,31     | 318              | –       | –                                        |